# Maximilien Rubel
Maximilien Rubel (Chernivtsi, 10 de octubre de 1905 - París, 28 de febrero de 1996) fue un marxólogo austríaco naturalizado francés, consejista, marxista.

## Biografía
Educado en leyes y filosofía en Vienna y Chernivtsi antes de trasladarse en 1931 a París para estudiar la filosofía y la sociología en la Sorbonne, donde recibió su licence-dès-lettres en 1934. Su tesis de doctorado es sobre Karl Marx. Se convirtió en ciudadano francés en 1937, y poco después comenzó a publicar la revista literaria Verbe-Cahiers humains, antes de ingresar al Ejército Francés. Debido a sus orígenes judíos y a su actividad militante, Rubel vivió doblemente clandestino en París durante la ocupación de Francia de los nazis. A partir de 1942 participa en el Groupe révolutionnaire prolétarien (GRP), que desarrolla una actividad de resistencia llamando los soldados alemanes a la insumisión a través de folletos traducidos al alemán por Rubel. Abandona el GRP en 1945. En sus encuentros con miembros marxistas del movimiento de resistencia, Rubel quedó, según se dice, asombrado por la incoherencia y confusión que rodeaba al pensamiento de Karl Marx. Fue Rubel quien difundió el término «marxología» para referirse al acercamiento erudito sistemático de Marx y distanciarse del marxismo, en los cuales vio una total diferencia. Rubel considera que los « marxistas » tradicionales van en contra del pensamiento de Marx al que Rubel llama « pensamiento marxiano ».
En noviembre de 1945, Rubel publica un artículo titulado « Signification historique de la barbarie stalinienne » ("Significación histórica de la barbarie estalinista"), donde argumenta que la URSS es un capitalismo de Estado. En 1951, publica « Karl Marx, auteur maudit en URSS » ("Karl Marx autor maldito en la URSS"), en el que denuncia la censura de textos de Marx por el régimen estalinista. En 1957, escribe en « La croissance du capital en URSS » ("El crecimiento del capital en la URSS") que « el aparato económico de Rusia presenta el doble caracter de capitalismo puro y de esclavismo sin máscara »  Rubel considera que cada línea escrita por Marx es un desmentido a lo que los regímenes comunistas han hecho en su nombre.
Funda en 1959 la revista Études de marxologie. Participa al « Groupe communiste de conseils » ("Grupo comunista de consejos"), que publica a partir de 1962 los Cahiers de discussion pour le socialisme des conseils.
Después de la guerra, Rubel continuó su investigación, primero publicando sobre Marx en 1946, y recibiendo un doctorate-dès-lettres de la Sorbonne en 1954. Se unió al Centre d'études sociologiques en el Centre national de la recherche scientifique (CNRS) en 1947, y se retiró como Maître de recherche honoraire en 1970. Ha dirigido la publicación de las obras de Marx en la prestigiosa colección Bibliothèque de la Pléiade de la editorial Gallimard, traduciendo varios textos inéditos en francés.
Rubel desarrolló una interpretación iconoclasta de Marx : ya que Marx se opone al Estado, al trabajo asalariado — considerado como una forma moderna de esclavismo — sin por eso ceder a la pasión destructora de Bakunin, Marx se revela, según Rubel, como el más agudo teórico del anarquismo, « entendido como movimiento de autoliberación de los esclavos modernos y como proyecto de construcción de la comunidad humana liberada del capital y del Estado ».
Rubel tenía una gran admiración por el pensamiento político y moral del sindicalista revolucionario Georges Sorel.
Con relación a su compromiso político anticapitalista, Rubel apoyaba al movimiento feminista y al movimiento ecologista (particularmente antinuclear en su libro Guerre et paix nucléaires).

## Obras principales

### En francés
- Pages de Karl Marx pour une éthique socialiste (1948 ; réédition Payot, 1970, en deux tomes ; réédition Payot & Rivages, 2008, sous les titres Révolution et socialisme et Sociologie critique)
- Bibliographie des œuvres de Karl Marx (Rivière, 1956)
- Karl Marx, essai de biographie intellectuelle (Rivière, 1957 ; réédition revue 1971 ; nouvelle édition Klincksieck, 2016)
- Karl Marx devant le bonapartisme (1960 ; réédition 2000, Sulliver).
- Marx critique du marxisme (recueil, 1974 Payot ; réédition en 2000).
- Marx théoricien de l'anarchisme (1983 ; réédition 2011, Entremonde[6]).
- Guerre et paix nucléaires (recueil, 1997, Paris-Méditerranée).
- Marx et les nouveaux phagocytes (recueil, 2012, éditions du Sandre).
- Dirección y anotación de la edición de Karl Marx en la Bibliothèque de la Pléiade : cuatro volúmenes publicados sobre los seis previstos (la edición fue interrumpida tras el fallecimiento de Maximilien Rubel ; el quinto volumen iba a contener los escritos políticos del periodo de la Asociación Internacional de los Trabajadores (AIT) ; el sexto volumen iba a contener la correspondencia de Marx).

### Traducido en español
- Marx sin mito, Octaedro, 2003.
- Stalin, Plaza & Janés, 1989; Ediciones Folio, 2004.
- El Estado visto por Karl Marx, Etcétera, 1977.
- Marx anarquista, Etcétera, 1977; Madreselva, 2010.
- Páginas escogidas de Marx para una ética socialista (Editor, 2 vols.), Amorrortu, 1974.
- Crónica de Marx. Datos sobre su vida y obra, Editorial Anagrama, 1972.
- Karl Marx. Ensayo de biografía intelectual, Paidós, 1970; Razón y Revolución, 2012.
- Marx y Engels contra Rusia (Estudios introductorios de M. Rubel), Ediciones Libera, 1965.

## Filmografía
Participación de Maximilien Rubel, junto a Georges Labica, Jean-Pierre Lefebvre y Claude Mazauric, en el programa francés Apostrophes de 1983, bajo la conducción de Bernard Pivot y que puede visualizarse en YouTube.

### Artículo relacionado
- Louis Janover